# Lars Gustafsson
För andra betydelser, se Lars Gustafsson (olika betydelser).
Lars Erik Einar Gustafsson, född 17 maj 1936 i Västerås, död 2 april 2016 i Sofia distrikt på Söder i Stockholm, var en svensk författare och filosof. 
Mellan 1983 och 2006 bodde han i USA och var där, parallellt med sitt författarskap, verksam som adjungerad professor i germanska studier och i filosofi vid University of Texas at Austin, samt som lärare vid The John Mitchell Program in Creative Writing.  
När Lars Gustafsson fick Pilotpriset 1996 beskrev juryn honom med följande ord: "diktarfilosof, fantast, encyklopedist, hemmastadd främling på varje breddgrad från Västmanlands slussar till Texas vidder".

## Biografi

### Studier och familj
Lars Gustafsson tog studenten i Västerås och studerade därefter litteraturhistoria, estetik, sociologi och filosofi vid Uppsala universitet. År 1960 blev han filosofie licentiat och 1978 disputerade han i teoretisk filosofi i Uppsala med doktorsavhandlingen Språk och lögn.
Lars Gustafsson var gift med författaren Madeleine Gustafsson mellan åren 1962 och 1982. Paret har två barn, poeten Joen Gustafsson (född 1963) och etnologen Lotten Gustafsson Reinius (född 1965). Med sin andra hustru, Alexandra Chasnoff, har Gustafsson ytterligare två barn, Benjamin och Karin Julia. I september 2005 gifte han sig med Agneta Blomqvist.

### Tidig karriär
Redan vid fjorton års ålder ville han enligt egen uppgift bli poet. År 1954 år erhöll han ett stipendium ur Kung Gustaf Adolfs jubileumsfond för svensk kultur för att studera vid Magdalen College i Oxford. År 1957, vid 21 års ålder, fick författaren sin första roman, Vägvila, publicerad. År 1959 utkom romanen Poeten Brumbergs sista dagar och död, vilken Gustafsson själv betraktar som sin egentliga debut. Hans första diktsamling, Ballongfararna, publicerades 1962. Från 1962 till 1972 var Lars Gustafsson redaktör för Bonniers litterära magasin (BLM). Om Gustafssons tid som huvudredaktör för BLM har det sagts, att tidskriften då blev ett forum för en typ av förening av litteraturkritik och ifrågasättande vetenskap.
Till Lars Gustafssons mest bekanta verk som skönlitterär skribent kan räknas serien Sprickorna i muren, som består av de fem romanerna Herr Gustafsson själv, Yllet, Familjefesten, Sigismund och En biodlares död. Böckerna präglas av att existentiella frågor blandas med det absurda och det komiska, ofta i form av insprängda science fiction-inslag. Efter utgivningen av Sprickorna i muren betraktas Gustafsson även internationellt som en av de mest betydande svenska författarna. Romanen Yllet filmatiserades år 2003 av Jimmy Karlsson och filmen gavs titeln Sprickorna i muren.
Från och med 1980-talet blev Gustafsson en viktig kritiker av det svenska samhället. Hans kanske mest kända begrepp som Sverige-kritiker är problemformuleringsprivilegiet. Detta begrepp, som framfördes i hans bok För liberalismen, är ett vetenskapligt begrepp avsett att förklara en intellektuell maktfaktor, och kan spåras tillbaka till Antonio Gramscis Quaderni del carcere (1948). Det har för övrigt kopplats ihop med problematisering och kritik av det socialdemokratiska partiets propagandastrukturer.

### 1970- och 1980-talet
Under 1970-talet reste Gustafsson mycket, bodde och arbetade tidvis utomlands längre perioder, bland annat i Berlin och Austin. En av de romaner som han skrev under det decenniet, En biodlares död (eng. The Death of a Beekeeper), var det första av hans prosaverk som blev översatt till engelska.
Lars Gustafsson kritiserades mycket av vänstern i Sverige under 1970-talet. Enligt Thomas Nydahl var denna kritik anledningen till att Gustafsson flyttade. Gustafsson själv har sagt att han flyttade eftersom han "tillhörde en författargeneration som ville ut i världen, bort från det provinsiella Sverige". 
År 1981 avsade Lars Gustafsson sig den lutherska tro som han hade växt upp med och konverterade till judendomen, inom ramarna för sin hustrus församling, Agodas Achim, som är en amerikansk reformförsamling. Hans motiv var att hustrun Alexandra Chasnoff var judisk "och ska man ha judiska barn bör man visa sin solidaritet, speciellt som vi lever i en värld präglad av antisemitism". Ett annat skäl till konversionen var att han var upptagen av "judiska existentiella filosofer som Martin Buber och Emmanuel Levinas". Gustafsson betraktar sig själv inte som "en troende person" utan som "en sökande person".
År 1983 bosatte Lars Gustafsson sig i Austin i Texas, där han fram till maj 2006 var adjungerad professor i filosofi och germanska studier vid University of Texas at Austin. En viktig verksamhet var vid universitetets elitprogram Plan II Honors Program, där han så småningom fick titeln Jamail Distinguished Professor. Lars Gustafsson hade för övrigt också i ett tidigare skede verkat vid universitet som gästlärare en termin på 1970-talet.
Lars Gustafsson angav sitt andra giftermål som ett annat viktigt skäl till att flytta till USA. I en intervju har han sagt att det var Alexandra Chasnoff "som ville hem till Texas igen, och som drog med mig dit". Dessutom ansåg han att Sverige hade utvecklat en "mjuk totalitarism".

### Senare år
År 2006 flyttade han tillbaka till Sverige och bosatte sig på Södermalm i Stockholm.
I maj 2009 deklarerade Lars Gustafsson sitt stöd för "nätets fortsatta existens som idéforum och som medborgarrättslig institution, skyddad mot identitetskränkande ingrepp och skyddad mot mäktiga enskilda intressen". Gustafsson talar positivt om digitaliseringen av filmer, romaner, med mera, och han tror att bland annat musikindustrin ser immaterialiseringen som "ett hot mot den materiella upphovsrätten". Enligt Gustafsson är "intellektuell och personlig integritet för medborgarna" dock viktigare än musikindustrins vilja. Nätets yttrandefrihet ser han som "början till en teknikburen, och därför befriad, liberalism". Gustafsson skrev att han hade för avsikt att rösta på Piratpartiet i 2009 års val till Europaparlamentet.
I augusti 2010 skrev Gustafsson dock på sin blogg att han säger upp sitt medlemskap i Piratpartiet. Han kritiserade Piratpartiets "omdömeslösa beslut, fattat utan medlemmarnas hörande, att upplåta sina servrar till Wikileaks, en organisation som sätter människoliv på spel".
Förutom att han var aktiv som filosof, poet, redaktör, romanförfattare, novellist, universitetslärare, översättare och samhällsdebattör, var Lars Gustafsson verksam som bildkonstnär och amatörmusiker. Som målare hade Lars Gustafsson exempelvis separatutställningar i Stockholm (Galleri Händer 1979, 1982) och Berlin (Galerie am Savignyplatz 2001, 2003, 2012). Jan Myrdal karakteriserade Lars Gustafsson som en betydande författare. 
Lars Gustafsson var ledamot av Akademie der Wissenschaften und der Literatur i Mainz, av Akademie der Künste i Berlin, av Deutsche Akademie für Sprache und Dichtung i Darmstadt, av Bayerische Akademie der Schönen Künste i München samt från 1995 i Ingenjörsvetenskapsakademien. Han var också Research Fellow vid Bielefeld Institute of Interdisciplinary Studies (1981–82), Research Fellow vid Berlin Institute for Advanced Studies (2004–2005) samt Visiting Fellow vid Potsdam Institut für Klimafolgenforschung (2013). I juni 2015 erhöll han Thomas Mann-priset. 
Lars Gustafsson är begravd på Katarina kyrkogård i Stockholm.

## Författarskap

### Prosa
Lars Gustafsson var under sin långa karriär inte bara en produktiv diktare och kritiker, utan han hade också en omfattande romanproduktion. I en minnesruna skrev professor Lönnroth om Gustafssons rika författarskap: ”…Lars Gustafsson skapade en helt ny sorts litteratur, en märklig hybrid av berättarkonst, filosofisk essäistik och lyrik, där tragik och komik, socialrealism, saga och science fiction kunde blandas om vartannat. Han blev en mästare, särskilt i det lilla formatet.”
Då Gustafssons romaner tillkommit under en lång tidsutdräkt tog hans stil intryck av de skilda litterära och filosofiska strömningar som i sin tid var förhärskande vid de olika romanernas tillkomst. Hans litterära verk kan stort sett delas upp i ett äldre och ett yngre författarskap.

#### Prosa på 1950- och 1960-talet
Lars Gustafsson började skriva på slutet av 1950-talet som en efterkrigsförfattare. Fastän han inte tillhör fyrtiotalisternas klassiska modernister syns dess inflytande ändå i hans böcker. Liksom modernistisk litteratur är också hans verk ofta experimentella och försöker att engagera och aktivera dess läsare. Hans experimentella 1960-talsromaner skulle "svara mot den nya, både subtilare och mer relativiserade verklighetsuppfattningen och den blev alltså en plats för ett öppet prövande av attityder, inte för med berättarauktoritet framförda sanningar". Som efterkrigsförfattare är Gustafsson också skeptisk mot den allt snabbare tekniska utvecklingen och benägen att kritisera samhällsutvecklingen.
Gustafssons första två romaner, Vägvila och Poeten Brumbergs sista dagar och död, samt de tidiga romanerna Bröderna, Följeslagarna och Den egentliga berättelsen om herr Arenander har alla en "karaktär av innovativa idéromaner" och är filosofiska prosaverk som behandlar olika livshållningar. I dessa romaner undersöker Gustafsson verkligheten utifrån kunskapsteoretikern Ludwig Wittgensteins synpunkt att språket är grunden till verklighetsuppfattningen.
Gustafsson arbetar i sina första romaner gärna med fiktiva mystifikationer och visar upp romantiska drag. En romantisk livsåskådning är central både i Poeten Brumbergs sista dagar och död och i Bröderna. I sina äldre romaner behandlar Gustafsson en del teman som återkommer och utökas i hans senare berättelser och dikter. Det gäller till exempel frågan om individens autonomi och identitet, och förhållandet mellan verklighet och fiktion.

#### Prosa från 1970-talet och framåt
Under 1970-talet försköts fokus i Lars Gustafssons författarskap mot samtidsanalys och samhällskritik. Om förändringen säger han själv:
| ” | Omkring år 1967 hade jag en känsla av att mitt litterära arbete hade råkat in i en total återvändsgränd. Jag fann att jag tillämpade en asketism i mina böcker som jag inte kunde uthärda i mitt eget liv. Och denna asketism hade på något sätt att göra med rädslan för att göra bort sig med alltför bestämda ställningstaganden, rädslan för att skriva som om jag verkligen trodde att vissa saker är sannare än andra. | „ |

Under sitt yngre författarskap sätter Lars Gustafsson sig med sin romansvit Sprickorna i muren upp emot vad han uppfattar som totalitära tendenser i det moderna svenska samhället. Han såg det byråkratiska samhället som ett hot mot individens andliga och intellektuella frihet och kände sig alltmer utomstående i Sverige. Denna
svit med fem romaner gavs ut mellan 1971 och 1978: Herr Gustafsson själv, Yllet, Familjefesten, Sigismund och En biodlares död. Gustafsson väljer olika berättare till varje roman, men förser var och en av dem med en självbiografisk kärna. Alla är födda 17 maj 1936, har upplevt samma barndom och heter Lars; två av dem heter även Gustafsson i efternamn. Bortsett från den självbiografiska kärnan är jag-berättarna rätt olika varandra. På så sätt lyckas han betrakta samtiden både ur ett individuellt och ett allmänt perspektiv. I romanerna behandlas såväl existentiella som politiska teman, men Gustafsson ger inga svar på hur samhället bör organiseras. Ett återkommande lösen är orden "Vi börjar om igen. Vi ger oss inte."
Det finns anspelningar på Dantes Divina Commedia i Sprickorna i muren. I Herr Gustafsson själv finns en anspelning på Inferno med Vergilius' roll uppfylld av personen Hanna von Wallenstein. I Yllet är Alcatraz bergö en anspelning på Dantes Skärseldsberg. Och titeln till det sjätte avsnittet i En biodlares död är en referens till Paradiso, sista delen i Dantes Divina Commedia.

### Poesi
Lars Gustafsson började skriva dikter 1950 och började få diktsamlingar publicerade under 1960-talet. Han blev en av nyckelpersonerna i nyenkelheten, en poetisk strömning som växte fram på sextiotalet och anammades av författare som Göran Palm, Björn Håkanson och Sonja Åkesson. Nyenkelhetens idé går ut på att konstruera poesi med hjälp av vardagligt språkmaterial och på så sätt bredda kommunikationen med publiken. Det är språkets sociala funktion som står i centrum. För att nå en publik måste man använda självklart språk och sedan ifrågasätta det självklara och ge uttryck för ens egen upplevelse av verkligheten. Denna strömning tar sig uttryck i olika former hos nyenkelhetens olika företrädare. Sonja Åkesson låter sig till exempel inspireras av vardagliga begrepp som hus, kök och trädgårdar, medan i det Gustafssons poesi framträder en mer drömmande och mystisk verklighetsupplevelse. Böcker som En resa till jordens medelpunkt och Bröderna Wright uppsöker Kitty Hawk genomsyras av en rationalistisk mystik, där språket förstås i strukturalistisk anda som opersonliga former.
Hans poesi, till exempel diktsamlingarna Ballongfararna och En förmiddag i Sverige, har en filosofisk karaktär (liksom hans prosa) och är i motsats till många andra nyenkla dikter snarare poetisk och symbolisk än realistisk. Första verk i översättning till engelska var Selected Poems (1963). 
Såsom andra nyenkla diktare vände Gustafsson ryggen mot den poetik som hyllade den romantiska myten om poesins övernaturliga kraft och unika själfullhet. Lyrik är enligt hans uppfattning inte ett uttryck av jagets innersta, utan ett verktyg för att belysa omvärldens gåtor. ”Poesi är inte magi”, hävdade Gustafsson vid ett tillfälle.
Dock klippte han aldrig av rötterna till det 1950-tal som ändå utgjorde hans litterära bakgrund. Dessa rötter kan ses i hans intresse för det egendomliga och kuriösa. Men i motsats till femtiotalisterna använder Gustafsson inte ett krångligt och kryptiskt språk. Den symbolistiska roten märks i diktsamlingen Fyra poeter. Gustafssons dikter utmärker sig också genom tudelningen mellan verklighet och overklighet eller dröm, till exempel i Artesiska brunnar, cartesianska drömmar.
Lars Gustafsson har ofta uttalat sig om poesi. Hans uppfattning är att språket är diktens medelpunkt. Han skiljer då mellan vetenskapligt och poetiskt språk: det vetenskapliga språket har ett universellt värde och är allmängiltigt; det poetiska språket kan däremot aldrig ha en annan ambition än att gälla för individen. I genuin poesi finns inga generaliseringar.
Gustafssons dikter finns översatta till flera språk utöver engelska.

### Essäer
Lars Gustafsson har bidragit till många essäer och debattartiklar rörande såväl samhälle som politik, i böcker som Kommentarer, Problemformuleringsprivilegiet och Landskapets långsamma förändringar. I andra essäer, som Utopier, Språk och lögn och Vänner bland de döda, reflekterar han över  språk och litteratur. Gustafssons åsikter om språk är mycket distinkta. Han menar att  språket ger  människan sina formuleringsmöjligheter och inte att människan som använder språket för att uttrycka sig. Detta är en föreställning som Gustafsson hämtat hos språkvetaren Noam Chomsky.
Han disputerade i teoretisk filosofi med boken Språk och lögn. En essä om språkfilosofisk extremism i Nittonde Århundradet, vilken lades fram som doktorsavhandling vid Uppsala universitet 1978. Avhandlingen prövar idén om att den socialt nödvändiga illusionen återkommer i olika klädnader hos seklets stora tänkare; hos Marx och Nietzsche lika väl som hos Ibsen, Strindberg och Freud. Den tar upp en central aspekt av illusionsdebatten, den språkfilosofiska. Uppfattningen om språket som systematiskt vilseförande social konvektion står i centrum för de tre filosofer som främst avhandlas - Alexander Bryan Johnson, Friederich Nietzsche och Fritz Mauthner.
Hans Söderström har skrivit en avhandling om Lars Gustafssons poetik;  Bilden som byggsten. Om Lars Gustafssons poetik och lyriska praktik, 2003. Han menar där att Språk och lögn försöker rädda Wittgensteins bildteori om språket. Språket är formen för vårt sätt att fungera i världen. På så sätt blir språket närmast en kantiansk kunskapsform för Gustafsson. 
Magnus Eriksson påpekar att Gustafsson i avhandlingen analyserade problem som han gestaltat i böcker som ”Förberedelser till flykt och andra berättelser” och i sina dikter, inte minst de fina lärodikterna i ”Artesiska brunnar cartesianska drömmar”.
Efter ett par år mötte den mycket skarp metodisk kritik av filosofen Leif W. Tengström i tidskriften Radix, som ledde till en utdragen pressdebatt i många tidningar 

### Teaterpjäser
Lars Gustafsson har spelats på scener och i radioteater i Tyskland och Sverige; inte minst  Den nattliga hyllningen (Stockholm, Zürich, Berlin, Stuttgart). Sistnämnda hade premiär på TV-teatern den 7 oktober 1968 i regi av Bengt Lagerkvist, och med bland andra Ernst-Hugo Järegård och Frej Lindqvist i rollerna. För svensk radioteater har han under 2000-talet bland annat skrivit Ola Billgrens bilder och drömmar, Färmansbo sluss och Claeson, Hallstahammar.

## Priser och utmärkelser
- 1960 – Svenska Dagbladets litteraturpris för Bröderna
- 1962 – Aftonbladets litteraturpris
- 1979 – Litteraturfrämjandets stora romanpris
- 1983 – Carl Emil Englund-priset för Världens tystnad före Bach
- 1983 – Prix International Charles Veillon des Essais
- 1986 – Signe Ekblad-Eldhs pris
- 1986 – Heinrich Steffens Preis (Tyskland)
- 1987 – Övralidspriset
- 1989 – Una vita per la letteratura (Italien)
- 1990 – De Nios Stora Pris
- 1990 – Sveriges Radios Lyrikpris
- 1990 – Bellmanpriset
- 1993 – Årets svensk i världen[36]
- 1994 – John Simon Guggenheim Memorial Fellow of Poetry (USA)
- 1996 – Pilotpriset
- 1996 – Premio Grinzane Cavour (Italien)
- 2003 – Aniarapriset[37]
- 2006 – Gerard Bonniers pris[38]
- 2006 – Tranströmerpriset[39]
- 2006 – Litteris et Artibus
- 2008 – John Landquists pris
- 2009 – Stiftelsen Selma Lagerlöfs litteraturpris[40]
- 2009 – Goethemedaljen (Tyskland)[41]
- 2012 – Ferlinpriset[42]
- 2014 – Svenska Akademiens nordiska pris[43]
- 2015 – Thomas Mann-priset (Tyskland)[44]